# Stazione meteorologica di Caserta
La stazione meteorologica di Caserta è la stazione meteorologica di riferimento relativa alla città di Caserta. 

## Coordinate geografiche
La stazione meteorologica, di tipo automatico DCP, si trova nell'Italia meridionale, in Campania, nel comune di Caserta, a 90 metri s.l.m. e alle coordinate geografiche 41°04′N 14°20′E.

## Dati climatologici
In base alla media trentennale di riferimento 1961-1990, la temperatura media del mese più freddo, gennaio, si attesta a +9,6 °C; quella dei mesi più caldi, luglio e agosto, è di +26,3 °C; non è esclusa una generale sovrastima dei dati dovuta all'effetto dell'isola di calore urbana, atteso che i valori della stazione dell'aeroporto militare di Grazzanise, situata a poca distanza in linea d'aria, sono decisamente più contenuti nelle medie mensili, soprattutto nelle medie delle minime.
| Caserta            | Mesi | Mesi | Mesi | Mesi | Mesi | Mesi | Mesi | Mesi | Mesi | Mesi | Mesi | Mesi | Stagioni | Stagioni | Stagioni | Stagioni | Anno |
| Caserta            | Gen  | Feb  | Mar  | Apr  | Mag  | Giu  | Lug  | Ago  | Set  | Ott  | Nov  | Dic  | Inv      | Pri      | Est      | Aut      | Anno |
| ------------------ | ---- | ---- | ---- | ---- | ---- | ---- | ---- | ---- | ---- | ---- | ---- | ---- | -------- | -------- | -------- | -------- | ---- |
| T. max. media (°C) | 12,6 | 13,4 | 16,1 | 19,9 | 24,1 | 28,7 | 31,5 | 31,4 | 28,0 | 22,7 | 18,0 | 14,6 | 13,5     | 20,0     | 30,5     | 22,9     | 21,8 |
| T. min. media (°C) | 6,6  | 6,9  | 9,0  | 11,5 | 14,8 | 18,9 | 21,2 | 21,2 | 18,8 | 14,9 | 11,3 | 8,5  | 7,3      | 11,8     | 20,4     | 15,0     | 13,6 |